# Eye of the Beholder (Computerspiel, 2002)
Eye of the Beholder ist ein Computer-Rollenspiel des amerikanischen Entwicklerstudios Pronto Games aus dem Jahr 2002 für die Handheld-Spielkonsole Game Boy Advance. Es ist eine Adaption des gleichnamigen Titels von Westwood Associates aus dem Jahr 1991 und erschien über den französischen Publisher Infogrames.

## Handlung und Spielprinzip
Die Thematik des Spiels ist identisch zum ursprünglichen Serientitel. Die Handelsstadt Tiefwasser hat große Probleme mit den organisierten Verbrecherbanden des Unterbergs. Eine unbekannte Macht scheint die einst verfeindeten Gruppierungen aus den Tiefen unter Stadt von einer Zusammenarbeit überzeugt zu haben, unter Führung von Xanathars Diebesgilde. Da die Stadtwache die Angriffe nicht unterbinden kann, beauftragen die Fürsten von Tiefwasser um Lord Piergeiron Paladinssohn eine Abenteurergruppe mit der Aufklärung der Hintergründe. Als die Abenteurergruppe den Dungeon betritt, wird der Eingang verschüttet und die Gruppe muss nach einem anderen Weg hinaus suchen.
Auf Basis der 3. Regelwerksedition erstellt der Spieler eine Heldengruppe aus vier Charakteren. Name und Geschlecht sind frei wählbar. Einschränkungen gibt es bei der Gesinnung, hier ist keine böse Gesinnung möglich. Es gibt sieben wählbare Rassen (Mensch, Schildzwerg, Mondelf, Felsengnom, Halbelf, Leichtfuß-Halbling, Halbork) und vier Klassen (Kleriker, Kämpfer, Schurke, Magier). Außerdem wählt man ein Porträt und eine Miniatur-Darstellung des Charakters, der in den Kämpfen zum Einsatz kommt. Anders als in der 3. Edition üblich, werden die Attribute ausgewürfelt. Entsprechend der 3. Edition kann der Spieler noch Fertigkeiten auswählen und Talentpunkte verteilen.
Die Erkundung des Dungeons geschieht in der Egoperspektive. Der Spieler bewegt sich felderweise durch die quadratisch gerasterten Levels. Es gibt einfache Schalter- und Gegenstandsrätsel, Fallen und versteckte Zugänge. Eine Minimap dokumentiert den Erkundungsfortschritt. Trifft der Spieler auf Gegner, wechselt die Ansicht. Aus einer schrägen Überblicksperspektive ähnlich den Gold-Box-Spielen kann der Spieler das quadratisch gerasterte Kampffeld überblicken und seinen Figuren Aktionen wie Bewegen, Angreifen oder Zaubern anweisen. Das Kampfsystem ist rundenbasiert. Für erfolgreiche Kämpfe erhält der Spieler Erfahrungspunkte und möglicherweise Ausrüstung oder Gold. Allerdings macht das Programm keinerlei Angaben zu den Angriffs- und Rüstungswerten der Gegenstände. Mit ausreichender Erfahrungspunktzahl erreichen die Helden einen Levelaufstieg und können so ihre Fähigkeiten verbessern.
Das Spiel besitzt abgesehen vom Intro keinerlei musikalische Untermalung und nur wenige Soundeffekte.

## Rezeption
Die Wertungen des Spiels fielen mehrheitlich negativ aus (Metacritic: 57 %).

“Bottom line here is this is a game for the hard core RPG gamer although given that so much luck (and possible frustration) is involved at the beginning, you’d probably have more fun actually running around your local sewer. Or you could play D&D; as it was meant to be played: with live friends, dice, pen, and paper. (Final Score: Not recommended)”

„Unterm Strich ist das ein Spiel für Hardcore-Rollenspieler, obwohl am Anfang soviel Glück (und möglicherweise Frust) dazugehört, dass man wahrscheinlich mehr Spaß daran hat, in seiner örtlichen Kanalisation herumzurennen. Oder man könnte D&D spielen; wie es gespielt werden sollte: mit realen Freunden, Würfeln, Stift und Papier (Abschlusswertung: Nicht empfehlenswert)“

“Much like the classic Dungeons & Dragons-based computer role-playing games, Eye of the Beholder can last you for a while. But this awkwardly designed and rather ugly-looking game can by no means be recommended to everyone, nor is it necessarily suitable for fans of other GBA role-playing games. The best things Eye of the Beholder has going for it are its nostalgia value for fans of the original and its use of some Dungeons & Dragons rules and characters. If that's enough for you, then by all means give this decidedly unusual GBA role-playing game a shot.”

„Ähnlich wie das klassische Dungeons-&-Dragons-basierte Computer-Rollenspiel kann Eye of the Beholder für ein ganzes Weilchen tragen. Aber dieses unbeholfen designte und ziemlich hässlich aussehende Spiel kann man beim besten Willen weder jedem empfehlen, noch ist es notwendigerweise für Fans anderer GBA-Rollenspiele geeignet. Die besten Punkte, die für Eye of the Beholder sprechen, sind seine nostalgischen Werte für Fans des Originals und seine Verwendung einiger D&D-Regeln und -Charaktere. Wenn einem das ausreicht, dann kann man meinetwegen diesem fraglos ungewöhnlichen GBA-Rollenspiel eine Chance geben.“

Auch in der Gesamtschau der D&D-Computerspiele bezeichnete Spieleredakteur Allen Rausch das Spiel als “curiosity for older gamers and an annoying Western-style RPG for a new generation of Nintendo fans who had no idea what a Gold Box game was” (deutsch: „Kuriosität für ältere Spieler und ein nerviges westliches Rollenspiel für eine neue Generation von Nintendo-Fans, die keine Vorstellung hatten, was ein Gold-Box-Spiel war.“)